# Hungarikonok
A Hungarikonok művészeti gyűjtemény ötletgazdája, fenntartója és tulajdonosa Kárpáti Tamás újságíró. A gyűjtemény kortárs magyar képzőművészek olyan alkotásaiból áll, melyek egy-egy neves magyar személyiség hétköznapi használati tárgyát foglalják magukba. Ezek az objektek általában az eredeti tulajdonos tevékenységére jellemző ikonikus tárgyak. Ez magyarázza a gyűjtemény nevének szóösszetételét a Hungarica (magyar tárgyú művek csoportja) és a görög eredetű (εἰκών, eikṓn  'kép, képmás') ikon szavakból.
A tárgyak eredeti tulajdonosai valamilyen területen kiemelkedő teljesítményt nyújtó magyarok: színészek, zenészek, írók, költők, olimpiai bajnokok, tudósok, közéleti személyiségek. A művekhez irodalmi alkotások is kapcsolódnak, kortárs költők és írók reflexiói a tárgyak tulajdonosairól, az alkotó művészekről és a művek keletkezésének sokszor kalandos történetéről. Tekintve a 2020-as években még bővülő gyűjtemény több, mint 150 darabjához általában kapcsolódó három (esetenként több) neves magyar személyiséget (a tárgy eredeti tulajdonosát, az alkotó művészt és az írót), a gyűjtemény bár nem teljes, de átfogóan reprezentatív lenyomatát adja a XX. század második fele és a XXI. század eleje magyar kultúrájának, így egyfajta nemzeti értéktárnak is tekinthető.

## A gyűjtemény keletkezésének története
Kárpáti Tamás 1970-71 között végezte el a MÚOSZ Újságíró Iskolát. 1965 és 1989 között a Magyar Távirati Iroda (MTI) turnusvezetője és főmunkatársa volt. Főszerkesztője volt az Elite magazinnak. 1989 óta szabadúszó szerző. 2000-ben alapította a Premier című művészeti magazint, amelynek főszerkesztője.
Hosszú újságírói pályafutása alatt számtalan híres személyiséggel készített riportot, és ennek kapcsán sokszor eljutott otthonukba is. Egy ilyen alkalommal Alma nevű lányát is magával kellett vinnie Amerigo Tot szobrászművészhez, aki a gyermek iránti figyelmességből rajzolt három almát. Ez az eset adta az indító ötletet a gyűjtemény születéséhez. Ettől kezdve gyakorlattá vált, hogy a képzőművész riportalanyok almát ábrázoló művekkel kedveskedjenek. Hamarosan bohóc ábrázolások is születtek, hogy a másik gyermek, Andris se maradjon gyűjtemény nélkül. Kárpáti Tamás feleségének, Juditnak vitorlásokat ábrázoló festményeket ajándékozott.
Újabb lendületet akkor kapott a gyűjtői tevékenység, amikor Barcsay Jenő ecsetjét sikerült megszerezni. A Mesterecsetek kollekció már tudatos munka eredménye, és itt jelenik meg először a tárgy, mű, írás hármas, a Hungarikon gyűjtemény alapgondolata. Az így létrejött Mesterecsetek című gyűjteményt a Vigadó Galéria mutatta be először 2002-ben.
Az újságírói  pályafutás során szövődő baráti szálak hálózatán keresztül híre futott a gyűjteménynek, és idővel záporozni kezdtek a felajánlott személyes használati tárgyak, a művek ihletői. Művészek is egyre szívesebben csatlakoztak a játékosan komoly projekthez. Vannak, akik több művel is hozzájárultak a gyűjtemény gyarapodásához, például Fehér László, Gyémánt László festőművészek, Madarassy István szobrász, Botos Péter üvegművész és a gyűjtemény Szendrei Judit bélyegképével is gyarapodott.
Idővel külföldre szakadt magyarok tárgyai is kezdtek a kollekcióba kerülni, később pedig már nem csak magyaroké. Az utóbbiakból készült művek Eurikonok és Worldikonok összefoglaló néven szoktak kiállításokon megjelenni.

## A gyűjtemény szerkezete

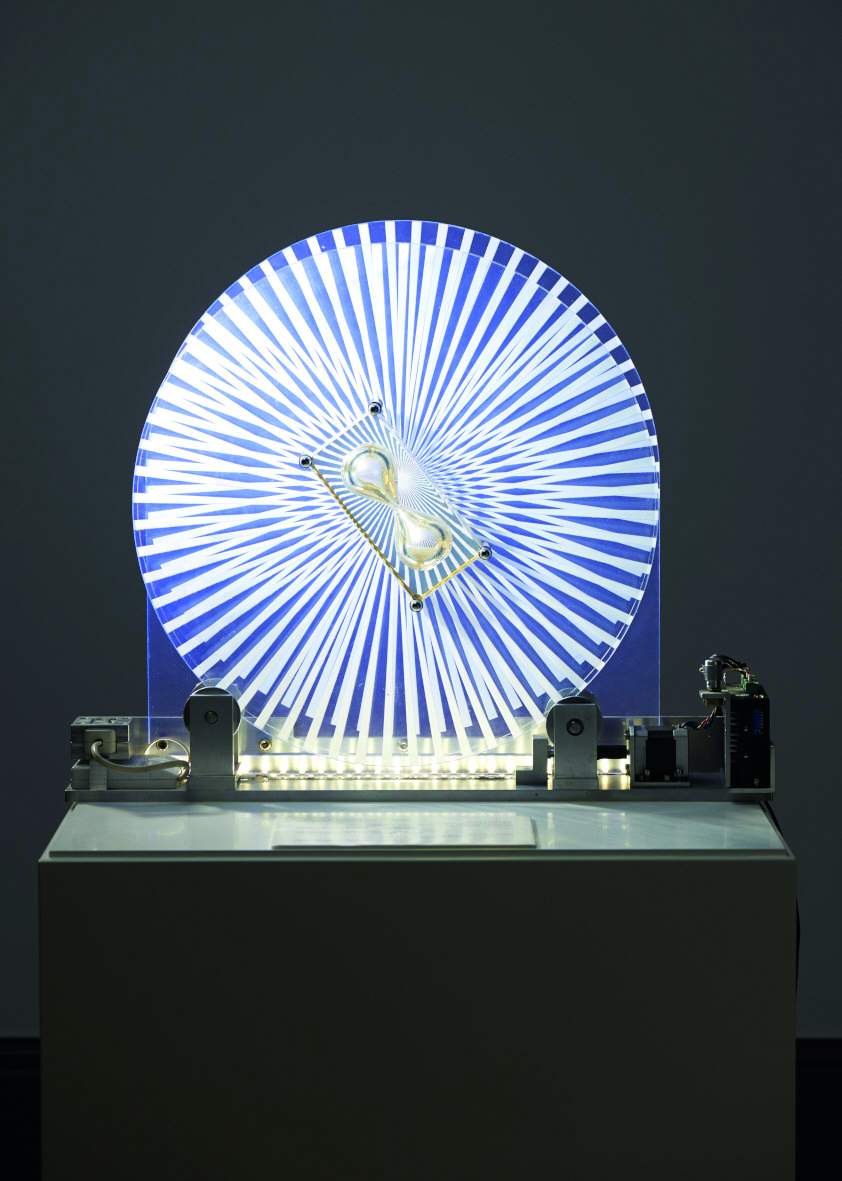
Naomi Devil: 'Idő-töltés', kinetikus mű Nicolas Schöffer homokórájával

Az alkotások csoportosíthatóak tematikusan a tárgyak eredeti tulajdonosának foglalkozása szerint, de vannak egyéb szempontból összetartozó művek is. Egy ilyen csoport az említett Mesterecsetek kollekció is. Külön egységet képeznek Tóth György alkotásai, a Magyar Múzsák sorozat sejtelmesen, finoman fogalmazott aktfotói.
Kárpáti Tamás gyűjtői tevékenysége során politikamentességre törekszik, ezért külön egységnek tekinti azokat a Hungarikonokat, amelyek a véletlenek kapcsán hozzá került történelmi emlékekből, magyar politikusok tárgyaiból készültek. A gyűjteménynek ez a része a XX. század első felén is túl visszanyúl a múltba, és nem csak személyek tárgyaiból indul ki, hanem történelmi épületek köve, a Gulag munkatábor emléktárgya is szerepel a műveket ihlető objektek között. Többek között Gróf Széchenyi István, Károlyi Mihály, Rákosi Mátyás, Kádár János emléktárgyait őrzi a gyűjtemény.
További alcsoportot képeznek a Hazatért Hungarikonok, a külföldön élt, illetve külföldön híressé vált magyarok relikviáiból készült alkotások. Ezek a tárgyak hosszú utat tesznek meg, mielőtt egyszerű használati tárgyból egyfajta ereklyévé lényegülnek át egy alkotó keze munkája nyomán. Véletlenek valószínűtlenül hosszú sora vezetett Naomi Devil Nicolas Schöffer homokórájából készített alkotásának megszületéséhez is. Ez a mű egyike azoknak az alkotásoknak a gyűjteményben, amelyeknél a szokatlan feladat arra  ösztönözte a művészt, hogy eltérjen megszokott művészeti médiumától, és egy számára új műfajt fedezzen fel. Ebben az esetben egy festőművész első kinetikus szobrát alkotta meg, míg más festők az installáció műfaja felé tettek kitérőt.
Speciális helyet foglalnak el a gyűjteményben a Vasarely virágai néven emlegetett művek, melyek egyetlen külföldön élt alkotóhoz kötődnek. Victor Vasarely unokájának, Pierre Vasarelynek adományából egy teljes kiállítási anyag született harminc alkotó keze munkája nyomán. Az ajándék egy nagy borítékra való volt azokból a színes papírvirágokból, melyeket a művész festés közben kitakarásra, úgynevezett maszkolásra használt. Ezekből születtek a művek, melyek a következő művészgenerációk reflexiói a szakma nemzetközi hírű nagy alakjára. A szentendrei Erdész Galéria és a Pécsi Galéria is fogadta a gyűjteménynek ezeket a darabjait.
Mivel Kárpáti Tamás sportújságíróként tevékenykedett, és maga is nagy sportrajongó, a tematikus csoportosítás szerint a legtöbb mű sportolókhoz kötődik. Számtalan olimpikon emblematikus tárgya szerepel a gyűjteményben. A Magyar Olimpiai Bizottsággal szoros együttműködés alakult ki a tárgyak megőrzésében is. A MOB több művet örökbe fogadott, és támogatta újak létrejöttét. Kárpáti Tamás tevékenységét 2014-ben Fair Play díjjal tüntették ki a művészeti kategóriában.
Az összetartozások ezen rendszere lehetővé teszi kiállításokon a gyűjteményből változatos válogatások bemutatását. A Hungarikonok első bemutatkozása a Petőfi Irodalmi Múzeumban volt Budapesten 2009-ben. Azóta számos országban megtekinthető volt egy-egy válogatás a művekből: 2012-ben Olaszországban a Római Magyar Akadémia dísztermében, az olimpiai játékok alkalmával a londoni Magyar Kulturális Központban, 2015-ben  Milánóban a Világkiállítás magyar pavilonjában voltak kiállítva a gyűjtemény darabjai.

## Kiállítások (Válogatás)
- 2009. november 14., Petőfi Irodalmi Múzeum, Múzeumok Őszi Éjszakája[11][12]
- 2010. február 18., Dobó István Vármúzeum, Eger[13]
- 2010. május 12., HungarICON, Kárpáti Tamás szubjektgyűjteménye, Collegium Hungaricum, Bécs, kurátor H. Szilasi Ágota[14][15]
- 2010. augusztus 25., Helikon Kastélymúzeum, Keszthely[16][17]
- 2011. szeptember 2., Kortárs Magyar Galéria, Vermes-villa, Dunaszerdahely[18]
- 2011. október 16., Hungarikonok, Eurikonok, Vaszary-villa, Balatonfüred[19][20]
- 2012. május 4.–június 10., Események-relikviák-reflexiók, Római Magyar Akadémia, Falconieri Palota, Róma[21]
- 2012 nyár, 2x12 Hungarikon, Balassi Intézet Liszt Ferenc Magyar Kulturális Központ, London[22][23]
- 2014. január 23., Régi és Új Hungarikonok, Várnegyed Galéria[24]
- 2014. augusztus 30., Világörökség – magyar örökség: Hungarikonok (Kárpáti-gyűjtemény), Várkert Bazár (volt testőrpalota), Lánchíd [25] utca, Budapest[26][27][28]
- 2015 Hungarikonok, Milano Expo, Olaszország[29]
- 2018 április 14., Vasarely virágai, Erdész Galéria Szentendre[30]
- 2018 július, Vasarely virágai, Pécsi Galéria, Pécs[31]
- 2021. december 3. Erzsébetvárosi Zsidó Történeti Tár, Budapest[25][32]

## Könyvek a gyűjteményről
- ↑ H10: szerk.: Kárpáti Tamás: Hungarikonok (kemény papír kiadói borítóban), Pharma-Press Nyomda Kft. (magyar nyelven), Budapest: Kárpáti Könyvkiadó, 143. o. (2010). ISBN 9789630804592
- ↑ L12: Kárpáti Tamás. 2012 London - 2x12 Hungarikon (kemény papír kiadói borítóban), Pharma-Press Nyomda Kft. (magyar, angol nyelven), Maszk és Ecset Közhasznú Alapítvány, 95. o. (2012). ISBN 9789630836029
- Kárpáti Tamás.szerk.: Csepelyi Adrienn: 120 Hungarikon idea (Fűzött kemény papírkötés), Pharma Press Nyomdaipari Kft. (magyar, angol nyelven), Budapest: Maszk és Ecset Alapítvány, 160. o. (2015). ISBN 9789631211351
- ↑ HH17: Kárpáti Tamás. Hazatért hungarikonok (fűzött kemény papírkötés tokban) (magyar nyelven), Budapest: Maszk és Ecset Alapítvány, 227. o. (2017)
- ↑ HH18: Kárpáti Tamás. Hazatért hungarikonok 2 (fűzött kemény papírkötés tokban), Sprint Nyomda (magyar nyelven), Budapest: Maszk és Ecset Alapitvány, 204. o. (2018). ISBN 9786150027548

Megjegyzés:
A források fenti vastagbetűs rövid megjelölését használják a következő fejezet táblázatai a Szövegíró című oszlopban, azok számára, akik valamelyik szöveget szeretnék megtalálni és olvasni.
 P jelentése Premier Magazin
Az első 152 Hungarikon sok szerző összegyűjtött szövegével című online elérhető publikáció  tartalmaz fotókat a művekről

## Hungarikonok témák szerint csoportosítva
| Tárgy tulajdonosa Tárgy                                                                                                | Alkotó művész                                                                 | Műalkotás                                                                                       | Szövegíró                                   |
| --- | ----------------------------------------------------------------------------- | ----------------------------------------------------------------------------------------------- | ------------------------------------------- |
| Polgár Judit nemzetközi nagymester (1976–) üveglova                                                                    | Matzon Ákos festőművész (1945-)                                               | Magyar világpolgár 2008 farost, akril, tükör, fa, üveg 80x80 cm                                 | Papp Márió P2010/5, H10 Kárpáti HH17        |
| Taróczy Balázs wimbledoni bajnok (1954–) teniszütője                                                                   | Hús Zoltán festőművész (1949–)                                                | Kozmikus játszmalabda 2009 fa, bőr, műanyag, olaj 69x25 cm                                      | Csurka Gergely P2009/2, H10 Kárpáti HH18    |
| Egerszegi Krisztina olimpiai úszóbajnok (1974–) úszódressze                                                            | Borszéki Zita divattervező-grafikus (1959–)                                   | Víz-Viszony 2009 papír, műszál, akvarell 57x89 cm                                               | Vitray Tamás P 2009/2, H10                  |
| Szívós István (1948–2019) Csapó Gábor (1950–2022) olimpiai bajnok vízilabdázók úszósapkái                              | Győrfi András képzőművész (1964–)                                             | Kettesben 3-asban 2009 fa, akril, textil, műanyag 42x63 cm                                      | Megyesi Gusztáv P2009/, H10                 |
| Gyarmati Dezső vízilabdázó, szakedző (1927–2013) könyve                                                                | Győrfi András festő, grafikus (1964–)                                         | A pólókirály 2009 papír, tus, toll, fotóapplikáció 100x42x19 cm                                 | Kis Szabó Ervin H10                         |
| Gerevich Aladár hétszeres olimpiai bajnok (1910–1991) kardja                                                           | Madarassy István szobrászművész (1948–)                                       | Hommage à Gerevich Aladár 2009 mészkő, fém, bronz 50x114x14 cm                                  | Kő András P2010/2, H10 Kárpáti HH17         |
| Papp László háromszoros olimpiai bajnok ökölvívó (1926–2003) jobbkezes bokszkesztyű                                    | Verebics Katalin festőművész (1980–)                                          | Papp Laci kesztyűje 2009 vászon, akril, bőr 50x103x13 cm                                        | Csikós Virág P200/6, H10 Kárpáti HH18       |
| Papp László háromszoros olimpiai bajnok ökölvívó (1926–2003) balkezes bokszkesztyű                                     | Verebics Ágnes festőművész (1982–)                                            | Papp Laci kesztyűje 2009 fa, műanyag, bőr 41x41x17 cm                                           | Csikós Virág P200/6, H10 Kárpáti HH18       |
| Szécsi Zoltán háromszoros olimpiai bajnok vízilabdázó (1977–) úszósapkája                                              | Fazakas-Koszta Tibor festőművész (1966–)                                      | Megérdemelt pihenő 2009 farost, olaj, műszál 98x68 cm                                           |                                             |
| Gerendás György olimpiai bajnok vízilabdázó (1954–) első labdája                                                       | Orbán Attila festőművész (1958–)                                              | Itt a piros... 2009 vászon, akril, bőr, papír 70x100 cm                                         | Ch. Gáll András P2010/2                     |
| Benedek Tibor háromszoros olimpiai bajnok vízilabdázó (1972–2020) köpenye                                              | Vizsolyi János szobrászművész (1959–)                                         | Gól!!! 2009 gránit, polírozott krómacél, frottír 103x86x41 cm                                   | Feledy Balázs P2010/2                       |
| Overdose pej mén, versenyló (2005–2015) patkója                                                                        | Szabó Tamás szobrász, festőművész (1952–)                                     | Overdose patkója 2009 fa, ólom, vas 35x25 cm                                                    | Farkasházy Tivadar P2009/6, H10             |
| Kovács Katalin háromszoros olimpiai bajnok kajakozó (1976–) evezőlapátja                                               | Galambos Tamás festőművész (1939–)                                            | Együtt 2009 fa, műanyag, akril 216x15.5 cm                                                      | Karafiáth Orsolya P2011/4, L12 Kárpáti HH18 |
| Grosics Gyula Aranycsapat kapusa (1926–2014) meze                                                                      | Pauer Gyula szobrász, konceptuális és performansz művész, színész (1941–2012) | Fekete párduc 2010 vászon, papír, műszál, bőr, csont 73x111x24 cm                               | Tandori Dezső P2009/2, H10 Kárpáti HH18     |
| Kállai Pál versenylovas (1933–2006) lovaglócsizmája                                                                    | Bukta Imre képzőművész (1952–)                                                | Belóg a lóláb 2011 installácó 80x80 cm                                                          | Háy János P2012/1                           |
| Hidegkuti Nándor olimpiai bajnok labdarúgó (1922–2002) tornacipő, zokni, dressz                                        | Buczkó György szobrász, üvegművész (1950–)                                    | Nándi zöldben!!! 2011 installáció                                                               | Hegyi Iván P2011/4, L12 Kárpáti HH17        |
| Monspart Sarolta tájfutó világbajnok (1944–2021) tájolója                                                              | Szlávics László, ifj. szobrász, éremművész (1959–)                            | Merre 2011 fa, textil, vegyes technika 93x53 cm                                                 | Feledy Balázs P2012/1                       |
| Puskás Ferenc Aranycsapat kapitánya (1927–2006) ballábas focicipője                                                    | Kő Pál szobrászművész (1941–2020)                                             | A Szent Bal 2011 bőr, műanyag, vörösréz, fa, süttői mészkő 112x65x12 cm                         | Szepesi György P2012/1, L12 Kárpáti HH17    |
| Puskás Ferenc Aranycsapat kapitánya (1927–2006) aláírt focilabda                                                       | Szabó Andrea Cecília képzőművész (1981–)                                      | Puskás anamorfózis 2009 olaj, farost, bőr, krómacél átmérő: 51 cm                               |                                             |
| Német Miklós olimpiai bajnok gerelyhajító (1946–) gerely Német Imre olimpiai bajnok kalapácsvető kalapács(1917–1989)   | Botos Péter üvegszobrász (1945–)                                              | A távolságot, mint üveg... 2012 üveg, fém 20x38x45 cm                                           | Szepesi György P2012/2                      |
| Portisch Lajos nemzetközi sakknagymester (1937–) Bobby Fischer sakk világbajnok (1943–2008) Bled 1961 játszma bástyája | Széri-Varga Géza szobrászművész (1951-)                                       | Sakk! (Támadás Hófehérke ellen) 2012 fa, bronz 30x27x16 cm                                      | P2013/2                                     |
| Balczó András háromszoros olimpiai bajnok öttusázó (1938–) célkeresztje                                                | Ujházi Péter festőművész (1940–)                                              | B. A. „szobacéltáblája” 2013 akril, üveg, fa, fém, papír 50x25x20 cm                            | P2013/2, P2020/1                            |
| Magyar Zoltán kétszeres olimpiai bajnok tornász (1953–) kápái                                                          | Németh Pál szobrászművész (1967–)                                             | Magyar vándor 2014 bronz, acél, fa, alumínium 50x127x132 cm                                     |                                             |
| Rejtő Ildikó kétszeres olimpiai bajnok tőrvívó (1937–)                                                                 | Yengibarian Mamikon örmény szobrászművész (1963–)                             | Lábujjon feszülő Nap 2013 fa, fém, ezüst 110×11 cm                                              | Tandori Dezső P2004/5                       |
| Szepesi György sportkommentátor (1922–2018) mikorfonja                                                                 | Regős István festőművész (1954)                                               | A hang csendje 2014 vegyes technika 38x32 cm                                                    |                                             |
| Kulcsár Győző négyszeres olimpiai bajnok vívó (1940–2018) vívókesztyűje                                                | Ujhelyi Eszter textiltervező iparművész (1966–)                               | Tus! Nem tus? 2014 bőr, festett textil 60x60 cm                                                 | Szerényi Gábor P2001/2                      |
| Wichmann Tamás kilencszeres kenuvilágbajnok (1948–2020) evezőlapátja                                                   | Kalmár János szobrász (1952–)                                                 | Életvitorlás 2014 festett agyag 180x45x15 cm                                                    | Kárpáti HH18                                |
| Litkey Farkas vitorlázó (1966–) Kék szalagja                                                                           | Nagy Boglárka festőművész (1990–)                                             | Közelben egy fehér vitorla 2014 olaj, vászon 100x240 cm                                         |                                             |
| Albert Flórián Aranylabdás labdarúgó (1941–2011) válogatott meze                                                       | Szőke Gábor Miklós szobrászművész (1984–)                                     | Csípőre tett szárnyakkal 2015 fa,textil, fém 197x203 cm                                         | Hauer Berta P2015/1 Kárpáti HH17            |
| Cseh László világbajnok úszó (1985–) úszószemüvege                                                                     | Erdélyi Gábor fotóművész (1973–)                                              | Célba 2015 fotó, fém, gumi, üveg 80x120 cm                                                      | Ch. Gáll András P2015/1                     |
| Storcz Botond olimpiai bajnok kajakozó (1975–) evezőlapátja                                                            | Vári Zsófia festőművész (1986–)                                               | „Azért a víz azúr...” 2016 fa, műanyag, akril 216x16 cm                                         | Karafiáth Orsolya P2011/4 Kárpáti HH18      |
| 6:3 1953 nov. 25. a meccs sípja                                                                                        | Bohus Zoltán szobrászművész, üvegtervező (1941–2017)                          | A 6:3 sípja 2016 üveg, fém 40x12x21 cm                                                          | Kárpáti HH17                                |
| Fülöp Márton válogatott labdarúgó (1983–2015) meze, kesztyűje                                                          | Jovián György festőművész (1951–)                                             | In memoriam Marci 2016 olaj, vászon, textil                                                     |                                             |
| Tordasi Ildikó olimpiaibajnok vívó (1951–2015) relikviái                                                               | Molnár Levente szobrászművész (szobrászművész)                                | Montreál királynője 2017 fém, textil, műanyag                                                   |                                             |
| Dömölky Lídia olimpiai bajnok vívó (1936) relikviái                                                                    | Kárpáti Éva festőművész (1936–)                                               | Egykori vívótársnőm és barátnőm 2017 olaj, vászon                                               |                                             |
| Bay Béla vívó, mesteredző (1907–1999) relikviái                                                                        | Fazakas-Koszta Tibor festőművész (1966–)                                      | London kapitánya 2018 akril, vászon 100x70 cm                                                   |                                             |
| Czibor Zoltán olimpiai bajnok labdarúgó (1929–1997) nyakkendője                                                        | Albert László festőművész (1979–)                                             | Czicasso 2018 olaj, vászon                                                                      |                                             |
| Gerevich Aladár hétszeres olimpiai bajnok kardvívó (1910–1991) sisakja                                                 | Ordódi Tamás szobrászművész (1978–)                                           | Sikersisak 2018 vegyes technika led-világítás, lézervágott elemek                               |                                             |
| Szekeres Pál paralimpiai bajnok tőr- és kardvívó (1964–) fegyvere                                                      | Molnár Levente szobrászművész (1979–)                                         | Kerekesszékkel a csúcson 2019 alumínium, gipsz 210x180 cm                                       |                                             |
| Kozák Danuta ötszörös olimpiai bajnok kajakozó (1987–) lábtámasza                                                      | Daniel Labrosse képzőművész (1997–)                                           | Ötkarikás lábtámasz 2019 vas, festék, akril, polimer 21x33x13 cm                                | Szerényi Gábor P2019/1                      |
| Miklós Edit alpesi síelő (1988–) sílécei                                                                               | Haragos Péter festő, grafikus (1972–)                                         | Talpportrék 2019 festett műanyag 204x10x2 cm                                                    | Szerényi Gábor P201/2                       |
| Fantusz Zsuzsanna asztaliteniszező (1933–) Ping-pongütő                                                                | Nagy Ágnes szobrászművész (1973–)                                             | White Line (Sharkcsillag) 2021 rozsdamentes acél, fa, gumi 66x24x19 cm                          |                                             |
| Lantos Mihály az Aranycsapat hátvédje (1928–1989) relikviái                                                            | Eőry Emil szobrászművész (1939–2024)                                          | Fali-újság (In memoriam Lantos Mihály) 2021 kollázs, papír 50x70 cm                             |                                             |
| Mándi Gyula labdarúgó, az Aranycsapat edzője, szövetségi kapitány (1899–1969) relikviái                                | Szlávics László, ifj. szobrász, éremművész (1959–)                            | Mandula órája Hommage à Mándi Gyula 2021 fa, óraszerkezet stb., vegyes technika 56,5x22,5x12 cm |                                             |

| Tárgy tulajdonosa Tárgy                                                 | Alkotó művész                                      | Műalkotás                                                                                      | Szövegíró                                                             |
| ----------------------------------------------------------------------- | -------------------------------------------------- | ---------------------------------------------------------------------------------------------- | --------------------------------------------------------------------- |
| Gobbi Hilda színművész (1913–1988) diók kertjéből                       | Urbán György festőművész (1936–2011)               | Hilda kertje 2008 plexi, akril átmérő: 83 cm                                                   | Molnár Gál Péter H10 Keleti Éva P2007/3 Kárpáti P200/2, HH17          |
| Darvas Iván színművész (1925–2007) rendezői példánya                    | Gyémánt László festőművész (1935–)                 | Hommage á Darvas Iván 2009 olaj, papír, vászon                                                 | Jolsvai András P200/2, H10 Kertész Imre Szegő András P2011/3          |
| Ruttkai Éva (1927–1986) Latinovits Zoltán (1931–1976) cserép angyalkája | Kárpáti Tamás festőművész (1949–)                  | Együtt – a Színészkirálynő és a Színészkirály 2012 festett kerámia, fotó, fa, üveg 40x50x10 cm | Szigethy Gábor P2009/2, H10                                           |
| Tolnay Klári színésznő (1914–1998) jelmeze                              | Koncz András festőművész (1953–2024)               | Tolnay Klári ruhája a munkámon 2009 festett selyem, régi képkeret 69x59 cm                     | Molnár Gál Péter P2009/6, H10                                         |
| Psota Irén színésznő (1929–2016) Charlestone sapkája                    | Kass János grafikus, szobrász (1927–2010)          | Psota 2010 porcelán, flitter, selyem 30,5x15,5 cm                                              | Parti Nagy Lajos P2010/3 Somlyó György P2010/ápr. Kárpáti HH18        |
| Garas Dezső színművész (1934–2011) Minarik-kalapja                      | Makláry Lilla képzőművész (1981–)                  | Kell egy angyal! 2012 poliuretán hab, akril, bőr, filc, selyem, toll 85x60x20 cm               | Trencsényi Zoltán P2014/1 Makláry Lilla P2012/3 Sztankay Ádám P2002/7 |
| Törőcsik Mari színésznő (1935–2021) jelmezvirága                        | Sipos Barbara festő és szobrász (1969–)            | Mari 2014 olaj, vászon 80x120 cm                                                               | Szabó G. László P2004/5, P2020/1                                      |
| Hámori Gabriella színésznő (1978–) tangája, parókakeféje                | Tóth György fotóművész (1950–)                     | Magyar Múzsák V. Hámori Gabriella 2015 fotó, relikviák 113x100 cm                              | Kárpáti Tamás HH18                                                    |
| Oszter Sándor színművész, vállalkozó (1948–2021) Rózsa Sándor ostora    | Családi Kriszta festőművész (1978–)                | Ahogy lönni köll... 2020 fa, bőr, vászon, akril 70x70x7cm                                      |                                                                       |
| Bárdy György színművész (1921–2013) pipája                              | Dóró Zsolt festőművész (1974–)                     | Fiktív filmplakát 2021 olaj, vászon 100x180 cm                                                 | Lukács Sándor P2006/10-11                                             |
| Kabos László színművész (1923–2004) golyóstolla                         | Szlávics László, ifj. szobrász, éremművész (1959–) | Tolltartó – Hommage à Kabos László 2021 üveg, textil stb., vegyes technika 12,5x27x10cm        |                                                                       |
| Ungár Anikó bűvész (1949–) relikviái                                    | Szendrei Judit képzőművész (1961–)                 | Évára várva 2020 bélyeg, textil, műanyag, vegyes technika átmérő 48 cm                         | Kárpáti Tamás Premier 2020/2                                          |

| Tárgy tulajdonosa Tárgy                                                                                             | Alkotó művész                     | Műalkotás                                                            | Szövegíró    |
| --- | --------------------------------- | -------------------------------------------------------------------- | ------------ |
| Orosz Adél (1938–) Keveházi Gábor (1953–) Markó Iván (1947–2022) Seregi László (1929–2012) táncművészek balettcipői | Fürjesi Csaba festőművész (1969–) | Hommage á magyar balett 2011, olaj, vászon, relikviák 100x150 cm     | P2011/3      |
| Harangozó Gyula táncművész (1908–1974) kasztanyettája                                                               | Fürjesi Csaba festőművész (1969–) | H. Gy. Kasztanyettái 2013, vegyes technika, tripitchon 75x58x5 cm    | P2013/2      |
| Tunyogi Henriett balettművész (1974–) balettcipője                                                                  | Tóth György fotóművész (1950–)    | Magyar Múzsák I. – Tunyogi Henriett 2014, fotó, relikviák 113x100 cm | Kárpáti HH17 |

| Tárgy tulajdonosa Tárgy | Alkotó művész                                                       | Műalkotás | Szövegíró                                                                  |
| --- | ------------------------------------------------------------------- | --- | -------------------------------------------------------------------------- |
| Barcsay Jenő festőművész (1900–1988) ecsetje                                                                                | Fehér László festőművész (1953–)                                    | Barcsai Jenő ecsetje 2008 fa, olaj, akril, lószőr, vászon 50x50 cm                                                  | Nádas Péter P2009/5 Kárpáti HH18                                           |
| Gyémánt László festőművész (1935-) fényképezőgépe, ecsetje, fotója                                                          | Koltai Lajos operatőr, rendező (1946–)                              | Gyémántográfia 2009 papír, tus, műanyag, üveg 38x30x25 cm                                                           | Tarján Tamás P2012/3 Kárpáti HH18                                          |
| Szalay Lajos grafikus (1909–1995) önarcképe, munkaeszközei                                                                  | Szalay Klára festőművész (1948–)                                    | Apám portréja 2009 papír, tus, alumínium, fa, lószőr 35x47 cm                                                       | Szalay Klára P2010/2 Kárpáti HH17                                          |
| Aba-Novák Vilmos festőművész (1894–1941) pipája                                                                             | Szemethy Imre grafikusművész (1945–)                                | „Abánk” pipája 2009 akril, fa                                                                                       | Sándor György P2010/5                                                      |
| El Kazovszkij festőművész, grafikus,díszlet- és jelmeztervező (1948–2008) karkötője                                         | Szotyory László festőművész (1957–)                                 | A rítus (rajzolok a karomra) 2009 bőr, fém, olaj, farost 99x135 cm                                                  | Rényi András P2009/6, H10                                                  |
| Berény Róbert festőművész (1887–1953) festőládájának a teteje                                                               | Szurcsik József festőművész (1959–)                                 | Uram, a sálja 2009 farost, olaj, réz 37x56 cm                                                                       | Kukorelly Endre P2009/6, H10 Kárpáti HH17                                  |
| Szőnyi István festőművész (1894–1960) ecsetje                                                                               | Szenteleki Gábor festőművész (1978–)                                | Zivatar után 2009 fa, alumínium, lószőr, olaj 32x30x32 cm                                                           | Szőnyi Zsuzsa P2010/3, H10                                                 |
| Vogel Eric (1907–1996) díszlet- és jelmeztervező jelmezterve Gyarmathy Mihály (1908–1996) díszlet- és jelmeztervező levelei | Farkas Gábor Gábriel énekes, festőművész, színész (1976–)           | Közös szerelem 2010 vászon, akril, papír 120x100cm                                                                  | Molnár Gál Péter Premier 2010/3 Kisvárdai Dóra Premier 2012/1 Kárpáti HH17 |
| Lossonczy Tamás festőművész (1904–2009) palettája                                                                           | Papp Oszkár festőművész (1925–2011)                                 | Lossonczy Tamás Palettája 2010                                                                                      | Jovánovics György P2011/4                                                  |
| Victor Vasarely magyar-francia festő, szobrász (1906–1997) Rodolphe Hervé fotója a művészről                                | Krizsán Zoltán festőművész (1981)                                   | Paris, Vasarely 2010 vetroart üvegnyomat 85x62 cm                                                                   | Grecsó Krisztián P2010/3, H10                                              |
| Reich Károly grafikusművész (1922–1988) linometszete, munkaeszközei                                                         | Reich Gábor grafikusművész (1951–)                                  | Reich Károly pávája 2013 festett, faragott fa 59x78 cm                                                              |                                                                            |
| Hincz Gyula festőművész (1904–1986) ecsetje                                                                                 | Gyémánt László festőművész (1935–)                                  | A (mester)ecset nyomában 2014 olaj, vászon 50×70 cm                                                                 | Kárpáti P2015/1                                                            |
| Réber László illusztrátor (1920–2001) rajzai, munkeszközei                                                                  | Tettamanti Béla képzőművész (1946–2020)                             | In memoriam Réber László 2014 akril, tempera, ecolin 50×70 cm                                                       |                                                                            |
| Verebics Ágnes (1982–) Verebics Katalin (1980–) festőművészek ecsetjei                                                      | Tóth György fotóművész (1950–)                                      | Magyar múzsák II. – Verebics Kati és Verebics Ágnes 2014 fotó, relikviák 113x100 cm                                 | Perneczky Géza P2014/ősz Füst Milán P2005/2 Kárpáti HH18                   |
| Nagy Boglárka festőművész (1990–) smink- és festőecsetjei                                                                   | Tóth György fotóművész (1950–)                                      | Magyar Múzsák IV. – Nagy Boglárka 2015 fotó, relikviák 113x100 cm                                                   | Kárpáti Tamás HH18                                                         |
| Bálint Endre festő, grafikus (1914–1986) kiállítás megnyitója                                                               | Felsmann Tamás tervezőgrafikus (1956–)                              | In memoriam Bálint Endre – „Variációk a groteszk temetésre” 2020 digitális giclée nyomat, vegyes technika 100x70 cm | P2020/1                                                                    |
| Vadász Endre festőművész, grafikus (1901–1944)                                                                              | Horkay István képzőművész (1945–)                                   | Vadász-jelenetek I–II–III 2020–21 vegyes technika, kollázs 3 db 40x40 cm                                            | Kárpáti P2020/1, 2020/2                                                    |
| Családi Kriszta festőművész (1978–) maszkja                                                                                 | Tóth György fotóművész (1950–)                                      | Magyar múzsák VII. – Családi Kriszta 2020 fotó, relikvia 113 x 100 cm                                               |                                                                            |
| Victor Vasarely magyar-francia festő, szobrász (1906–1997) kitakaró sablonja                                                | Naomi Devil (Ördög Noémi) festőművész, alkalmazott grafikus (1987–) | Vasarely szeme 2018 olaj, vászon, papír 60x60cm                                                                     |                                                                            |

| Tárgy tulajdonosa Tárgy                                                                         | Alkotó művész                                                       | Műalkotás                                                                          | Szövegíró                                                      |
| ----------------------------------------------------------------------------------------------- | ------------------------------------------------------------------- | ---------------------------------------------------------------------------------- | -------------------------------------------------------------- |
| Varga Imre szobrász (1923–2019) vésője                                                          | Kiss Ilona könyvművész (1955–)                                      | Idővéset 2009 fa, réz, alumínium 50x33cm                                           | Sándor György P2012/2 Kárpáti P2013/3                          |
| Rubik Ernő feltaláló (1944–) kockája                                                            | Mata Attila szobrász (1953–)                                        | Rubik-fej 2009 festett alumínium 25x19x14cm                                        | Bodor Pál (Diurnus) P2011/3, L12                               |
| Borsos Miklós szobrász (1906–1990) betűvésője                                                   | Farkas Ádám szobrász (1944–)                                        | A Betűvéső Monogramja 200 márvány, vas 13x35x27cm                                  | Farkas Ádám P200/6, H10                                        |
| Ferenczy István szobrász (1792–1856) nagyítója Hetey Katalin képzőművész (1924–2010) cipőkanala | Harasztÿ István mobilszobrász (1934–2022)                           | Fókuszban – mobil objekt 2009 réz, fa, üveg, fém 40x17cm                           | Konok Tamás P200/6, H10                                        |
| Pierre Székely francia-magyar szobrász, építész (1923–2001) szemüvege                           | Erdős Sándor restaurátor, festőművész (1954–)                       | Utóirat (P. S., E. S.) 2010 fa, akril, gránit, fém, üveg 45x30x12cm                | Gallai Andrea P2010/1, H10                                     |
| Harasztÿ István mobilszobrász (1934–2022) harapófogója                                          | Gellér B. István grafikus, szobrász (1946–2018)                     | Édeske tűzből mentett fogója 2010 tárgyegyüttes dobozban 6x53x33cm                 | Szerényi Gábor P2010/3, H10                                    |
| Somogyi József szobrászművész (1916–1993) vasvirága és mintázófája                              | Raffay Béla szobrászművész (1944–)                                  | Achillea Filipendulina árnyékában 2010 saválló acél, bronz, homokkő, fa 13x24x28cm | Somogyi Borbála P2010/5 Feledy Balázs P2016/1                  |
| Kass János grafikus, szobrász (1927–2010) táskája                                               | Orosz István grafikusművész, író (1951–)                            | Kass János táskája 2011 olaj, vászon                                               | Orosz István, Lator László, Juhász Ferenc P2010/2 Kárpáti HH18 |
| Amerigo Tot szobrászművész (1909–1984) Mag apoteózisa domborműve                                | Mészáros Géza festőművész (1943–)                                   | Emlékezés Amerigóra 2011 kő, réz, bronz, fa, acél, arany 30x50x11cm                | Juhász Ferenc L12 Kárpáti HH17                                 |
| Amerigo Tot szobrászművész (1909–1984) sapkája, ige, fotói                                      | Mészáros Bori festőművész (1980–)                                   | Az ugrás (dialóg egy karonülővel) 2011 olaj, vászon, fa, fém, bőr, textil, fotó    | Juhász Ferenc L12 Kárpáti HH17                                 |
| Nicolas Schöffer kibernetikus művészet megteremtője (1912-1992) homokórája                      | Naomi Devil (Ördög Noémi) festőművész, alkalmazott grafikus (1987–) | Időtöltés 2014 Plexi, fém, motor, mobil szobor 60x70x10cm                          | Gehér Klára P2014/ Kárpáti HH17                                |

| Tárgy tulajdonosa Tárgy                                                 | Alkotó művész                                             | Műalkotás                                                                          | Szövegíró                                           |
| ----------------------------------------------------------------------- | --------------------------------------------------------- | ---------------------------------------------------------------------------------- | --------------------------------------------------- |
| Szabó István filmrendező (1938–) csapója                                | Harasztÿ István mobilszobrász (1934–2022)                 | Action! (a Rokonok csapója) 2009 papír, műanyag, fotó 55x74cm                      | Réz András P2011/4, L12                             |
| André Kertész fotóművész (1894–1985) fényképezőgépe                     | Konok Tamás képzőművész (1930–2020)                       | Hommage à André Kertész 2009 papír, fa, üveg, textil, műanyag 30x18x10cm           | Bodnár János P2010/2, H10 Kárpáti HH17              |
| Zsigmond Vilmos operatőr (1930–2016) Koltai Lajos fénymérője (1946–)    | Párkányi Raab Péter szobrász (1967–)                      | Kameraman 2009 bronz, műbőr, műanyag, textil 175 cm                                | Jókai Anna P2010/2, H10 Kárpáti HH17                |
| Illés György operatőr (1914–2006) tónusüvege                            | B. Müller Magda fotóművész (1937–)                        | Illés „Papi” emlékére 2009 papír, plexi, műanyag, üveg                             | Pozsgai Zsolt P2011/2                               |
| Makk Károly filmrendező (1925–2017) rendezői széke                      | Radák Eszter festőművész (1971–)                          | Egyre nehezebb címet adni 2009 fa, textil, akril 49x59x85cm                        | Makk Károly P2009/6, P2003/8 Kárpáti HH18           |
| Jancsó Miklós filmrendező (1921–2014) pipája                            | Soós Nóra festőművész (1979–)                             | Kipipált szabadság 2009 fa, réz, fém, műanyag, üveg, papír, olaj, vászon 100x100cm | Marx József P2010/5, H10                            |
| Nemes Jeles László Oscar-díjas filmrendező (1977–) csokornyakkendője    | Ardey Edina festőművész (1975–)                           | Saul fia 2017 olaj, vászon, textil, műanyag 125x80cm                               | Kárpáti HH17                                        |
| Gárdos Péter filmrendező (1948–) családi levelei                        | Zoltai Bea festőművész (1968–)                            | Hajnali láz 2020 olaj, vászon, papír 100x100cm                                     | Gárdos Péter P2010/1                                |
| Juan Gyenes fotóművész (1912–1995) a pápa fotója                        | Balogh Eleonóra üvegművész, designer, restaurátor (1960–) | Áldás – Urbi et Orbi 2020                                                          | Balogh Eleonóra P2020/1 Horvát János levele P2020/1 |
| Vadas Ernő fotóművész (1899–1962) fotója                                | Tóth József karikaturista, fényképész (1940–)             | Kalocsai lányok 2020 fotó, textil 40x50cm                                          |                                                     |
| Sándor Pál rendező (1939–) csapója                                      | Szlávics László, ifj. szobrász, éremművész (1959–)        | Régi idők (focija) 2022 fa, óraszerkezetek, vegyes technika 34,5x31x17cm           |                                                     |
| Sándor Pál rendező (1939–) Régi idők focija forgatókönyv, gyártási terv | Szlávics László, ifj. szobrász, éremművész (1959–)        | Kell egy csapat 2022 papír, plexi stb., vegyes technika 27x27cm                    |                                                     |

| Tárgy tulajdonosa Tárgy                                                                                                | Alkotó művész                                                         | Műalkotás                                                                                 | Szövegíró                                          |
| --- | --------------------------------------------------------------------- | ----------------------------------------------------------------------------------------- | -------------------------------------------------- |
| Hernádi Gyula író (1926–2005) szemüvege                                                                                | Müller Árpád festőművész (1961–2006)                                  | Hernádi Gyula bácsi + önarckép 2008 fa, tus, pasztell, műanyag, üveg 50x99cm              | Szakonyi Károly P200/2, H10 Kárpáti HH18           |
| Tandori Dezső költő, író, műfordító (1938-2019) sapkája                                                                | Fehér László festőművész (1953-)                                      | Tandori és sapkája 2008 olaj, vászon, textil 50x70cm                                      | Tandori Dezső P2009/6, H10 Konrád György P2007/4   |
| Örkény István író (1912-1979) zsebórája                                                                                | Szikora Tamás festőművész (1943–2012)                                 | Örkény zsebórája 2008 réz, papír, tus, kollázs 98x155cm                                   | Ungvári Tamás P2009/2, H10 Kárpáti HH18            |
| Faludy György költő (1910–2006) tolla                                                                                  | Nádas Alexandra festőművész (1974–)                                   | Körülírt terület 2009 fa, olaj, fém 42x42cm                                               | Nagy Bandó András P2012/4                          |
| Kányádi Sándor költő (1929–2018) kézirata                                                                              | Tettamanti Béla képzőművész (1946–2020)                               | Kányádi, Bartók, Rippl-Rónai 2009 papír, termés, kollázs 53x62cm                          | Egressy Zoltán P2011/2 Kárpáti HH17                |
| Faludy György költő (1910–2006) sétabotja                                                                              | Madarassy István ötvösművész, szobrász (1948–)                        | Hommage á Faludy 2009 gránit, bronz, gumi, fa, réz 100x42x19cm                            | Kárpáti H10, HH17                                  |
| Mándy Iván író (1918–1995) fakése                                                                                      | ef Zámbó István festő, zenész (1950–)                                 | Emlék 2009 fa, tempera 55x15cm                                                            | Szabó G. László P2009/5, H10                       |
| Kertész Imre Nobel-díjas író (1929–2016) kalapja                                                                       | Gábor Áron képzőművész (1954–)                                        | Kertész Imre Borsalino-kalapja 2009 fém, drót, textil, fotó 32x32x30cm                    | Heller Ágnes P2010/1, H10                          |
| Karinthy Frigyes író (1887–1938) Karinthy Ferenc író (1921–1992) Karinthy Márton író, színigazgató (1949–2019) írógépe | Erkel László Kentaur díszlet- és jelmeztervező, festő, zenész (1965–) | Timewriter 3 – a Karinthyak írógépe 2009 fém, papír, üveg, műanyag 35x33x30cm             | Karinthy Márton P2009/2, H10                       |
| Gyurkovics Tibor író, költő, pszichológus (1931–2008) szemüvege                                                        | Madarassy István szobrász (1948–)                                     | Szemüveg és levél 2009 gránit, réz, műanyag, üveg, papír 32x30x32cm                       | Gyurkovics Tibor és Györgyi P2014/1 H10            |
| Petőfi Sándor költő (1823–1849) Nemzeti dal, eredeti 1848-as röplap                                                    | Győrfi András festő (1964–)                                           | A szabadság első lélekzete 2010 műanyag-fólia, olaj, papír 100x100cm                      | Margócsy István P2010/5, H10 Ungvári Tamás P2010/4 |
| Kosztolányi Dezső író, költő (1885–1936) levele stilisztika tanárához                                                  | Ifj. Benedek Jenő festőművész (1939–2019)                             | Kosztolányi levele 2011 olaj, farost, papír, csipke, viasz, kollázs 60x40cm               | P2011/3                                            |
| Kassák Lajos író, képzőművész (1887–1967) ecsetje                                                                      | Fajó János festőművész (1937–2018)                                    | Kassákhoz 2012 plexi, krómacél, fa 35x33cm                                                | Bendzsel Miklós P2013/1                            |
| Karafiáth Orsolya költő, publicista, énekesnő (1976–) verse és parókája                                                | Tóth György fotóművész (1950–)                                        | Magyar Múzsák III. – Karafiáth Orsolya 2014 fotó, relikviák 113x100cm                     | Kárpáti HH18, P2014/ősz                            |
| Határ Győző építész, író, költő, műfordító, filozófus (1914–2006) pipája, utolsó fotója                                | Paraszkay György festő, grafikus, fotóművész (1954–)                  | HATÁRtalanul 2019 fa, fém, papír, üveg, ablakkeret, farost, fotó 50x67cm                  | Paraszkay György P201/2 Határ Győző P2012/1        |
| Tandori Dezső író, költő (1938–2019) rajza                                                                             | Péterfy Ábel festőművész (1976–)                                      | Tandolimpia – In memoriam T. D. 2021 fa, akril, papír, színes kréta                       | P2004/5                                            |
| Réz András forgatókönyvíró, reklámszakember, műfordító (1951–) pipája                                                  | Szlávics László, ifj. szobrász, éremművész (1959–)                    | Ez nem pipa – Réz András pipája (volt) 2021 fa, papír, stb., vegyes technika 25,5x25,5 cm |                                                    |

| Tárgy tulajdonosa Tárgy | Alkotó művész                                                       | Műalkotás                                                                                           | Szövegíró                                     |
| --- | ------------------------------------------------------------------- | --------------------------------------------------------------------------------------------------- | --------------------------------------------- |
| Pege Aladár bőgőművész, zeneszerző (1939–2006) bőgővonója                                                                                    | Nagy Gábor festőművész (1949–)                                      | Hommage à Pege Aladár 2009 műanyag, lószőr, fa, olaj 23x83cm                                        | D. Magyari Imre P200/2, H10                   |
| Cziffra György (zongoraművész) zongoraművész (1921–1994) kottáskönyve                                                                        | Barabás Márton képzőművész (1952–)                                  | Hommage à Cziffra György 2009 csont, műanyag, papír 28x44cm                                         | Szőcs Géza P2009/6, H10 Kárpáti HH17          |
| Solti György (Sir Georg Solti) karmester (1912–1997) karmesteri pálcája                                                                      | Vinczellér Imre festőművész (1953–)                                 | Solti György pálcája 2009 parafa, alumínium, olaj, vászon 110x100cm                                 | Bogyay Katalin P2009/5, H10 Kárpáti HH17      |
| Kodály Zoltán zeneszerző, zenetudós (1882–1967) metronomja Vásáry Tamás zongoraművész, karmester (1933–) partitúrái, ceruzái                 | Kárpáti Éva festőművész (1936–)                                     | Hármasoltár – Tisztelet Kodálynak, Vásárynak és a zenének 2010 olaj, farost, papír, ceruza 70x130cm | Vásáry Tamás P2010/4, H10 Kárpáti HH17        |
| Bartók Béla zeneszerző, zongoraművész (1881–1945) filmfelvétele                                                                              | Mátrai Erik multimediális művész (1977–)                            | Bartók, Barbaro 2010 videoikon, 2min 51s 46x37cm                                                    | Birinyi József P2010/5, H10                   |
| Szörényi Levente (1945–) wah-wah pedálja Bródy János (1946–) gitár hevederje                                                                 | Szyksznian Wanda grafikus, plakátművész (1948–)                     | Szörényibródy 2011 Installáció, vegyes technika 40x80cm                                             | P2011/3                                       |
| Kárpáti „Hot” Klein József jazzdobos (1911–1977) dobverői                                                                                    | Gyémánt László festőművész (1935–) Fehér László (1953–) festőművész | Dobpárbaj, 2011 fa, olaj, vászon 60x80cm Hot Klein, 2011 olaj, vászon 80x60cm                       | Kárpáti P2011/4                               |
| Presser Gábor (1948–) Nagy Feró (1946–) Deák Bill Gyula (1948–) Charlie Horváth Károly (1947–) Demjén Ferenc (1946–) Somló Tamás (1947–2016) | Hérics Nándor festőművész (1956–)                                   | Magyar rocklegendák portréi 2014 olaj, vászon 120×100 cm                                            | Vándor Ágnes P2005/6 Sándor Erzsi P2005/5     |
| Cseh Tamás zeneszerző, énekes (1943–2009) | Balás Eszter szobrász (1947–)                                       | „...és közben szólt...” 2014 fém, műanyag, fotó 33x28x17cm                                          | Bereményi Géza P2013/3 Bereményi Sára P2003/8 |
| Kurtág György zeneszerző (1926–) kottája | Yorgos Tzortzoglou görög képzőművész (1952–)                        | Kafka-töredékek 2004 monotípia, olaj, ceruza, papír, frottázs 38x58cm                               |                                               |
| Vásáry Tamás zongoraművész, karmester (1933–) karmesteri pálcája                                                                             | Erdélyi Gábor fotóművész (1973–)                                    | Cím nélkül 2015 fotó, fém, fa 80x120cm                                                              | Vásáry Tamás P2013/3                          |
| Váczi Eszter énekesnő, dalszerző (1976–) mikrofonja                                                                                          | Tóth György fotóművész (1950–)                                      | Magyar Múzsák VI. – Váczi Eszter 2015 fotó, relikvia 113x100cm                                      | Alföldi Róbert P2002/9 Kárpáti HH18           |
| Karády Katalin színésznő, sanzonénekes (1910–1990) kiskanalai                                                                                | Krüzsely Gábor festő- és grafikusművész (1972–)                     | Karády 2017 akril, vászon 65x65cm                                                                   | Kővári Orsolya P2005/6 Kárpáti HH17           |
| Seress Rezső zeneszerző, zongorista (1899–1968) dedikált kottája                                                                             | Naomi Devil festőművész, alkalmazott grafikus (1987)                | Szomorú vasárnap 2020 olaj, vászon, papír 50x80cm                                                   |                                               |

| Tárgy tulajdonosa Tárgy                                                              | Alkotó művész                                                         | Műalkotás                                                                     | Szövegíró                                                         |
| ------------------------------------------------------------------------------------ | --------------------------------------------------------------------- | ----------------------------------------------------------------------------- | ----------------------------------------------------------------- |
| Károlyi Mihály politikus, miniszterelnök (1875–1955) sétabotja                       | Nádler István festőművész (1938–)                                     | Károlyi Mihály botja 2009 fa, olaj, vászon 140x60cm                           | Kerékgyártó István Premier 2013/3                                 |
| Nagy Imre miniszterelnök (1896–1958) órája                                           | Jánosi Katalin festőművész (1951–)                                    | 5 óra 16 perc 2010 gránit, pirit, réz 20x13x11cm                              | Jánosi Katalin Premier 2010/1                                     |
| Eger Vára épült 1261 körül kődarab a várból                                          | Madarassy István szobrászművész (1948–)                               | Eger vára 2011 riolittufa, vörösréz, gránit 75x30x42cm                        | Szakonyi Károly Premier 2005/1 Lisztóczky László Premier 2011/3   |
| Szögesdrót a Vasfüggönyből (1949–1989)                                               | Kovács Tamás Vilmos festőművész (1951–)                               | Vasfüggöny 2011 festett, faragott hársfa 70x50cm                              | P. Szabó Ernő Premier 2012/1                                      |
| Bibó István egyetemi tanár, politikus, könyvtáros (1911–1979) börtön levelei         | Borbás Dorka üvegtervező művész, designer (1967–)                     | A börtönajtó túloldala 2016 üveg, papír 35x31x35cm                            |                                                                   |
| Rákosi Mátyás politikus, MKP főtitkára, miniszterelnök (1892–1971) írógépe           | Kentaur Erkel László díszlet- és jelmeztervező, festő, zenész (1965–) | Rákosi M. írógépe 2017 fém, papír, fotó 204x44x30cm                           |                                                                   |
| Kádár János az MSZMP főtitkára (1912–1989) órája, melyet Leonyid Brezsnyevtől kapott | Weiler Péter képzőművész (1974–)                                      | „Baráti ajándék” 2017 glicée, fém 70x50cm                                     |                                                                   |
| A Budai Várnegyedből a Dominikánus udvar (13. század) egy kőve                       | Madarassy István szobrászművész (1948–)                               | Kő a budai várból (Dominikánus udvar) 2019 gránit, bronz, vörösréz 24x34x42cm | Szerényi Gábor Premier 2009/3 Kárpáti Tamás Premier, 2019 ősz/tél |
| Gróf Széchenyi István politikus, író, közgazdász (1791–1860) címeres üvegkelyhe      | Lukácsi László üvegszobrász (1961–)                                   | Örvényben 2020 Üveg 50x31x55cm                                                | Borbás Dorka Premier 2020/1                                       |
| Abakusz a Gulagról                                                                   | Pauer Gyula neoavantgárd képzőművész, színész (1941–2012)             | A magyar áldozatok emlékére 2009 fa, fém, dróthuzal, alumínium 70x28x12cm     | P. Szabó Ernő Premier 2010/2 Karafiáth Orsolya Premier 2008/1     |

| Tárgy tulajdonosa Tárgy                                         | Alkotó művész                                                       | Műalkotás                                                  | Szövegíró                                                                 |
| --------------------------------------------------------------- | ------------------------------------------------------------------- | ---------------------------------------------------------- | ------------------------------------------------------------------------- |
| Kugler Henrik cukrász (1830–1905) Gerbeaud-doboza               | Szemadám György festőművész (1947–) József Attila (1905–1937) verse | Attilának 2008 fadoboz, bársony, papír, üveg 30x20x7cm     | Alexa Károly Premier 2012/3 Molnár Gál Péter Premier, 2010/4 Kárpáti HH18 |
| Szamos Mátyás cukrász (1918–2002) habverő, marcipán formanyomó  | Tibay László szobrász (1962–)                                       | Szamos Mátyás tortája 2009 alumínium, réz, bronz           | Bächer Iván Premier, 2009/5, H10 Kárpáti HH18                             |
| Törley József pezsgőgyáros (1858–1907) pezsgőspohara            | Ruszináné Törley Mária szobrász (1950–)                             | Dédapa 2009 Szilikátbronz 34x23x34cm                       | Gyurkovics Tibor Premier 2009/5, H10 Kárpáti HH18                         |
| Törley József pezsgőgyáros (1858–1907)                          | Tettamanti Béla képzőművész (1946–2020)                             | Törley Hungarikon 2009 Papír, tus, arany 33x22cm           |                                                                           |
| Gundel Károly vendéglős étterméből (1883–1956) rákkés, rákvilla | Csíkszentmihályi Róbert szobrászművész (1940–2021)                  | Gundel-rák késsel, villával 2011 bronz, ezüst 20x30x30cm   | Kornis Mihály Premier 2015/1 Kárpáti HH18                                 |
| Zwack Péter üzletember, politikus (1927–2012) csokornyakkendője | Anton Molnar képzőművész (1957–)                                    | Zwack Péter csokornyakkendője 2013 olaj, vászon 120x70x7cm | Szabó G. László Premier 2020/2 Kárpáti HH18                               |
| Zwack Péter üzletember, politikus (1927–2012) korcsolyája       | Sándor Krisztián festőművész (1975–)                                | Jól csúszó Unicum 2014 fa, fém, bőr, olaj 65×25×10 cm      | Kárpáti HH18                                                              |

| Tárgy tulajdonosa Tárgy                                                        | Alkotó művész                                  | Műalkotás                                                                                        | Szövegíró                                      |
| ------------------------------------------------------------------------------ | ---------------------------------------------- | ------------------------------------------------------------------------------------------------ | ---------------------------------------------- |
| Zsolnay Vilmos keramikusművész, nagyiparos (1828–1900) több tárgyi emléke      | Szávoszt Katalin képzőművész (1941–)           | Zsolnay emlékek <2010br>lírai tárgykollázs 8x50x70 cm                                            | Fekete György Premier 2011/4, L12 Kárpáti HH18 |
| Béres József agrármérnök, kutató (1920–2006) cseppje                           | Madarassy István ötvösművész, szobrász (1948–) | Béres csepp 2012 fekete gránit, fújt üveg, textil, vörösréz 97x54x41cm                           | Nagy László Premier 2012/1                     |
| Szentágothai János anatómus, MTA-elnök (1912–1994) igazolványa                 | Varga Imre szobrászművész (1923–2019)          | Hommage à Szentágothai János 2012 fa, olaj, ceruza, zománcfesték, papír, fotó 45x60cm            | Juhász Ferenc Premier, 2012/3                  |
| Charles Simonyi szoftverfejlesztő, űrturista (1948–) űrben járt magyar kokárda | Incze Mózes festőművész (1975–)                | Hol van Magyarország? 2012 olaj, vászon 80x110cm                                                 | Dragomán György Premier 2015/1 Kárpáti HH17    |
| Kittenberger Kálmán vadász, zoológus (1881–1958) krokodilbőre                  | Szentgyörgyi József festőművész (1940–2014)    | Afrika 2012 akril, textil, farost 80x60 cm                                                       | Szerényi Gábor Premier 2001/5                  |
| Mathiász János szőlész-borász (1838–1921) szemzőkése, metszőollója             | Bács Emese képzőművész (1978–)                 | Mama a Mathiász szőlősben 2012 fa, olaj, akril                                                   | Birinyi József Premier, 2012/3                 |
| Pető András orvos, mozgásterapeuta (1893–1967) mozgássor vázlata, ceruzái      | Jakatics-Szabó Veronika festőművész (1983–)    | Pető doktor íróasztala 2012 vegyes technika 60x110 cm                                            | Rónai-Balázs Zoltán Premier 2012/4             |
| Farkas Bertalan első magyar űrhajós (1949–) űr relikviái                       | Sara Berti olasz szobrászművész (1982–)        | Farkas Bertalan – Ember, Föld, Ég és Röppályák 2013 fém, üveg, textil, kazahsztáni homok 40x60cm | Kurdy Fehér János Premier 2013/1               |
| Vincze László papírmerítő mester (1959–) papírmerítő kerete                    | Madarassy István ötvösművész, szobrász (1948–) | Vincze-papír 2013 fa, réz, papír, márvány, textil 55x35x18cm                                     | Szerényi Gábor Premier 2000/7                  |